# Henk Geertsema
Hendrik Gerrit (Henk) Geertsema (Dwingeloo, 1940) is een Nederlandse filosoof.

## Leven en werk
Geertsema werd in Dwingeloo geboren als zoon van de gereformeerde predikant Marten Geertsema. Zijn vader was tijdens de Tweede Wereldoorlog actief in het verzet. Zijn vader overleefde de oorlog niet.
Hij studeerde theologie aan de Theologische Hogeschool in Kampen en filosofie aan de Vrije Universiteit. Hij promoveerde in 1980 op een proefschrift over Jürgen Moltmann.
Hij was bijzonder hoogleraar reformatorische wijsbegeerte aan de Universiteit Utrecht en aan de Rijksuniversiteit Groningen. Tevens bezette hij de Dooyeweerd-leerstoel aan de Vrije Universiteit Amsterdam. Prof. Geertsema is aangesloten bij de Stichting voor Reformatorische Wijsbegeerte. Zijn inaugurele reden bij de Vrije Universiteit was getiteld Kan een wetenschap(per) zich bekeren? Zijn inaugurale reden in 1989 in Utrecht was getiteld Hoe kan de wetenschap menselijk zijn? Op 21 oktober 2005 ging Geertsema met emeritaat. Zijn afscheidsrede was getiteld Denken over zin en wetenschap: waarom de filosofie van Dooyeweerd belangrijk is.